# فيرمونت (كارولاينا الشمالية)
فيرمونت (بالإنجليزية: Fairmont, North Carolina)‏ هي بلدة أمريكية تقع في الولايات المتحدة في مقاطعة روبسون. يقدر عدد سكانها بـ 2,663 نسمة ومساحتها 5.8 كم2 ووترتفع عن سطح البحر 38 متر.

## التركيبة السكانية
حدّد مكتب تعداد الولايات المتحدة بيانات التركيبة السكانية لفيرمونت في تعداد الولايات المتحدة. في ما يلي، التركيبة السكانية حسب تعدادي 2000 و2010.

### تعداد عام 2000
بلغ عدد سكان فيرمونت 2,604 نسمة بحسب تعداد عام 2000، وبلغ عدد الأسر 1,078 أسرة وعدد العائلات 686 عائلة مقيمة في البلدة. في حين سجلت الكثافة السكانية 366.2 نسمة لكل كيلومتر مربع (948.5/ميل2). وبلغ عدد الوحدات السكنية 1,186 وحدة بمتوسط كثافة قدره 166.8 لكل كيلومتر مربع (432.0/ميل2).
وتوزع التركيب العرقي للبلدة بنسبة 30.26% من البيض و58.68% من الأمريكيين الأفارقة و9.87% من الأمريكيين الأصليين و0.23% من الأمريكيين ذوي الأصول الآسيوية و0.46% من الأعراق الأخرى و0.50% من عرقين مختلطين أو أكثر و0.58% من الهسبانيون أو اللاتينيون من أي عرق.
بلغ عدد الأسر 1,078 أسرة كانت نسبة 33.7% منها لديها أطفال تحت سن الثامنة عشر تعيش معهم، وبلغت نسبة الأزواج القاطنين مع بعضهم البعض 33% من أصل المجموع الكلي للأسر، ونسبة 27.1% من الأسر كان لديها معيلات من الإناث دون وجود شريك،  بينما كانت نسبة 3.5% من الأسر لديها معيلون من الذكور دون وجود شريكة وكانت نسبة 36.4% من غير العائلات. تألفت نسبة 33.7% من أصل جميع الأسر من عدة أفراد يعيشون في نفس المنزل ونسبة 18.6% كانت تتألف من شخص يعيش بمفرده يبلغ من العمر 65 عاماً أو أكثر. وبلغ متوسط حجم الأسرة المعيشية 2.32، أما متوسط حجم العائلات فبلغ 2.95.
بلغ العمر الوسطي للسكان 40.8 عاماً. وكانت نسبة 25.5% من القاطنين تحت سن الثامنة عشر، وكانت نسبة 7.9% بين الثامنة عشر والرابعة والعشرين عاماً، ونسبة 21.2% كانت واقعةً في الفئة العمرية ما بين الخامسة والعشرين والرابعة والأربعين عاماً، ونسبة 23.2% كانت ما بين الخامسة والأربعين والرابعة والستين، ونسبة 18.2% كانت ضمن فئة الخامسة والستين عاماً فما فوق. يوجد لكل 100 أنثى 77.8 ذكر، ويوجد لكل 100 أنثى في الثامنة عشر من عمرها فما فوق 66.4 ذكر.
بلغ متوسط دخل الأسرة في البلدة 17,194 دولارًا، أما متوسط دخل العائلة فبلغ 28,409 دولارًا. وكان متوسط دخل الذكور 28,597 دولارًا مقابل 17,716 دولارًا للإناث. وسجل دخل الفرد الخاص بالبلدة 12,006 دولارًا. وكانت نسبة 30.4% من العائلات ونسبة 32.9% من السكان تحت خط الفقر، وكان من هؤلاء نسبة 42.9% تحت سن الثامنة عشر ونسبة 32% في الخامسة والستين من العمر وما فوق.

### تعداد عام 2010
بلغ عدد سكان فيرمونت 2,663 نسمة بحسب تعداد عام 2010، وبلغ عدد الأسر 1,136 أسرة وعدد العائلات 676 عائلة مقيمة في البلدة. في حين سجلت الكثافة السكانية 374.5 نسمة لكل كيلومتر مربع (970.0/ميل2). وبلغ عدد الوحدات السكنية 1,255 وحدة بمتوسط كثافة قدره 176.5 لكل كيلومتر مربع (457.1/ميل2).
وتوزع التركيب العرقي للبلدة بنسبة 26.25% من البيض و56.06% من الأمريكيين الأفارقة و13.44% من الأمريكيين الأصليين و0.19% من الأمريكيين ذوي الأصول الآسيوية و1.35% من الأعراق الأخرى و2.70% من عرقين مختلطين أو أكثر و1.92% من الهسبانيون أو اللاتينيون من أي عرق.
بلغ عدد الأسر 1,136 أسرة كانت نسبة 31.7% منها لديها أطفال تحت سن الثامنة عشر تعيش معهم، وبلغت نسبة الأزواج القاطنين مع بعضهم البعض 28.4% من أصل المجموع الكلي للأسر، ونسبة 28.8% من الأسر كان لديها معيلات من الإناث دون وجود شريك،  بينما كانت نسبة 2.3% من الأسر لديها معيلون من الذكور دون وجود شريكة وكانت نسبة 40.5% من غير العائلات. تألفت نسبة 37.7% من أصل جميع الأسر من عدة أفراد يعيشون في نفس المنزل ونسبة 18.6% كانت تتألف من شخص يعيش بمفرده يبلغ من العمر 65 عاماً أو أكثر. وبلغ متوسط حجم الأسرة المعيشية 2.34، أما متوسط حجم العائلات فبلغ 2.99.
بلغ العمر الوسطي للسكان 42.5 عاماً. وكانت نسبة 25.9% من القاطنين تحت سن الثامنة عشر، وكانت نسبة 7.1% بين الثامنة عشر والرابعة والعشرين عاماً، ونسبة 19.2% كانت واقعةً في الفئة العمرية ما بين الخامسة والعشرين والرابعة والأربعين عاماً، ونسبة 27.4% كانت ما بين الخامسة والأربعين والرابعة والستين، ونسبة 20.4% كانت ضمن فئة الخامسة والستين عاماً فما فوق. وتوزع التركيب الجنسي للسكان بنسبة 44.2% ذكور و55.8% إناث.

## أعلام
- رود غريفين
- إيفي نيل جونز